# Setabis cruentata
Setabis cruentata is een vlindersoort uit de familie van de prachtvlinders (Riodinidae), onderfamilie Riodininae.
Setabis cruentata werd in 1867 beschreven door Butler.